# 北京理工大学出版社
北京理工大学出版社是中华人民共和国的一家出版社，成立于1985年，社址位于北京市，由中华人民共和国工业和信息化部主管，北京理工大学主办。